# Baetis pasquetorum
Baetis pasquetorum is een haft uit de familie Baetidae. De wetenschappelijke naam van de soort is voor het eerst geldig gepubliceerd in 2002 door Righetti & Thomas.
De soort komt voor in het Palearctisch gebied.